# Toyono
Toyono (japanska: 豊能町?, Toyono-chō) är en landskommun (köping) i norra delen av Osaka prefektur i Japan.  